# Lexus GS
O GS é um sedan médio-grande esportivo da Lexus, lançado em 1991, de categoria superior ao ES e abaixo do LS. É disponibilizado em uma versão híbrida denominada GS450h.
Algumas versões desse modelo (GS300, GS460 e GS450h) estão equipadas com transmissão continuamente variável (Câmbio CVT).
A versão GS450h é um automóvel híbrido.

## Galeria
- Primeira geração (1991-1997), vendido como Toyota Aristo, no Japão
- Segunda geração (1997-2005)
- Terceira geração (2005-2008)
- Quarta geração (2011-presente)